# Зопир (медик)
Зопир (вторая половина I в. до н. э.) — древнегреческий медик-фармаколог времен последних египетских царей из династии Птолемеев.

## Жизнеописание
Родился в г. Александрия (Египет). Был известным фармакологом во времена царей Птолемея XII Авлета и его дочери Клеопатры VII. Был представителем эмпирического направления в медицине. Был довольно известным в эллинистическом мире. К нему обращались многие цари и влиятельные лица. Среди самых известных — на заказ Митридата VI Евпатора, царя Понта, Зопир составил известный рецепт противоядия, более известный как рецепт Митридата. Для своего царя Птолемея Авлета Зопир составил рецепт противоядия, который назвал амброзией, по названию напитка, который употребляли олимпийские боги.
Вероятно Зопир имел немалые знания в области фармакологии и ботаники. Даже одно из растений получило его имя — «зопирон».
Ни одно произведение Зопира не сохранилось до настоящего времени.